# Hooq
Hooq (zapis stylizowany: HOOQ)  – singapurska platforma wideo na życzenie, oferująca dostęp do filmów i seriali poprzez media strumieniowe. Funkcjonowała w latach 2015–2020.
Serwis swoim zasięgiem obejmował Tajlandię, Indie, Indonezję, Singapur oraz Filipiny.